# Neubau (Katowice)
Osiedle Neubau w Katowicach-Giszowcu (pol. nowa zabudowa) – zabytkowy kompleks domów szeregowych i wielorodzinnych Katowicach, na terenie dzielnicy Giszowiec, w rejonie ulic: Działkowej, Kosmicznej i Pod Kasztanami. Osiedle to, w związku z rozbudową osiedla domów wielorodzinnych zostało w latach 70. XX wieku częściowo wyburzone. Dnia 23 czerwca 1987 roku Neubau został wpisany do rejestru zabytków.
Neubau obecnie składa się z jednorodzinnych domów szeregowych, a także z domów wielorodzinnych, pierwotnie zabudowanych w dwóch blokach, okalających centralne place, w których powstały zabudowania gospodarcze z chlewikami. Blok środkowy powstał jako rezerwowy – jego centrum powstał trzypiętrowy budynek mieszkalno-usługowy. Na piętrze urządzono mieszkania, zaś na parterze lokale usługowo-handlowe. Budynki te mają spadziste dachy. Przy osiedlu, na ul. Kosmicznej zlokalizowany jest przystanek autobusowy Giszowiec Szyb Roździeński, obsługiwany przez autobusy na zlecenie ZTM.

## Historia

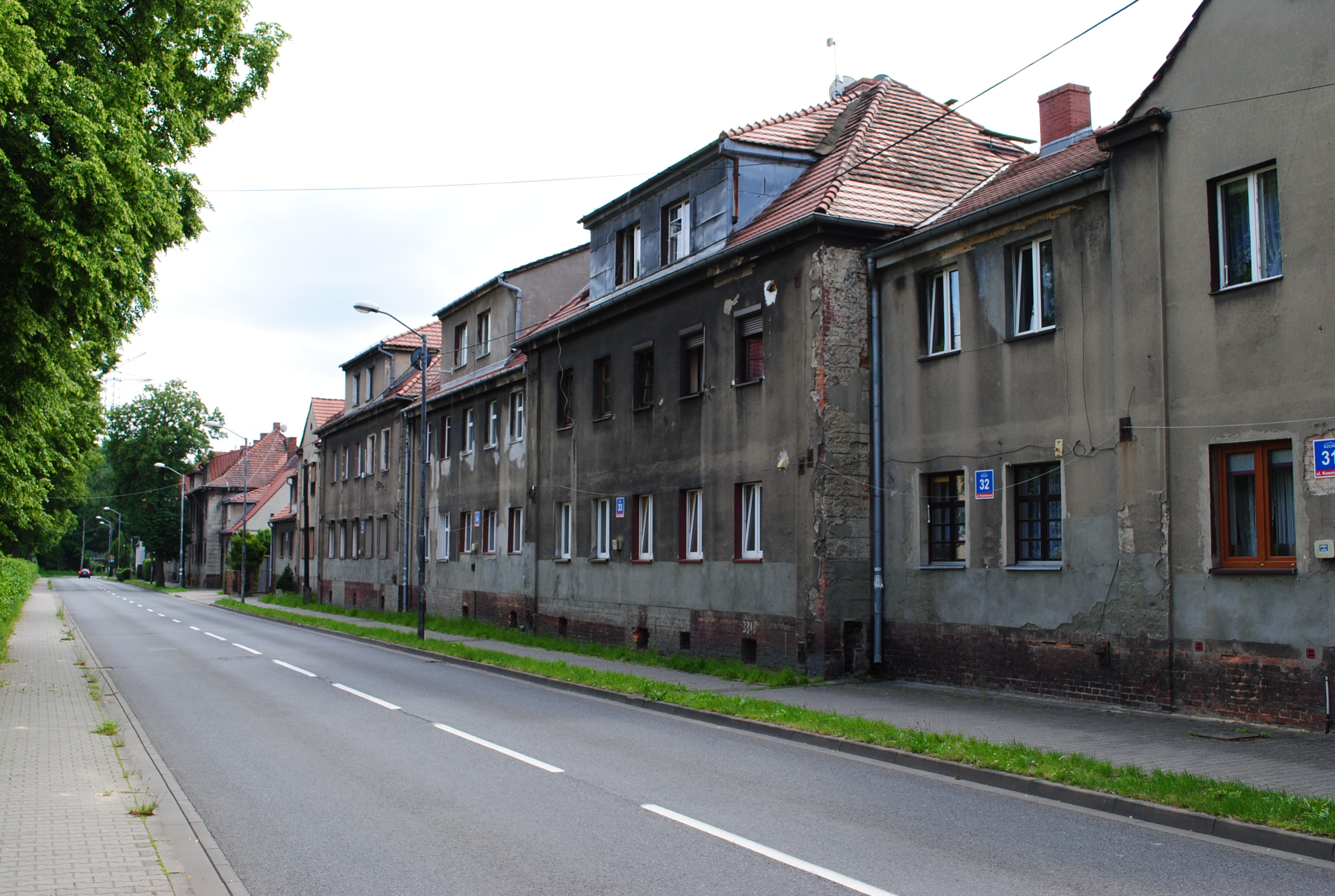
Fragment osiedla Neubau przy ulicy Kosmicznej 39-49

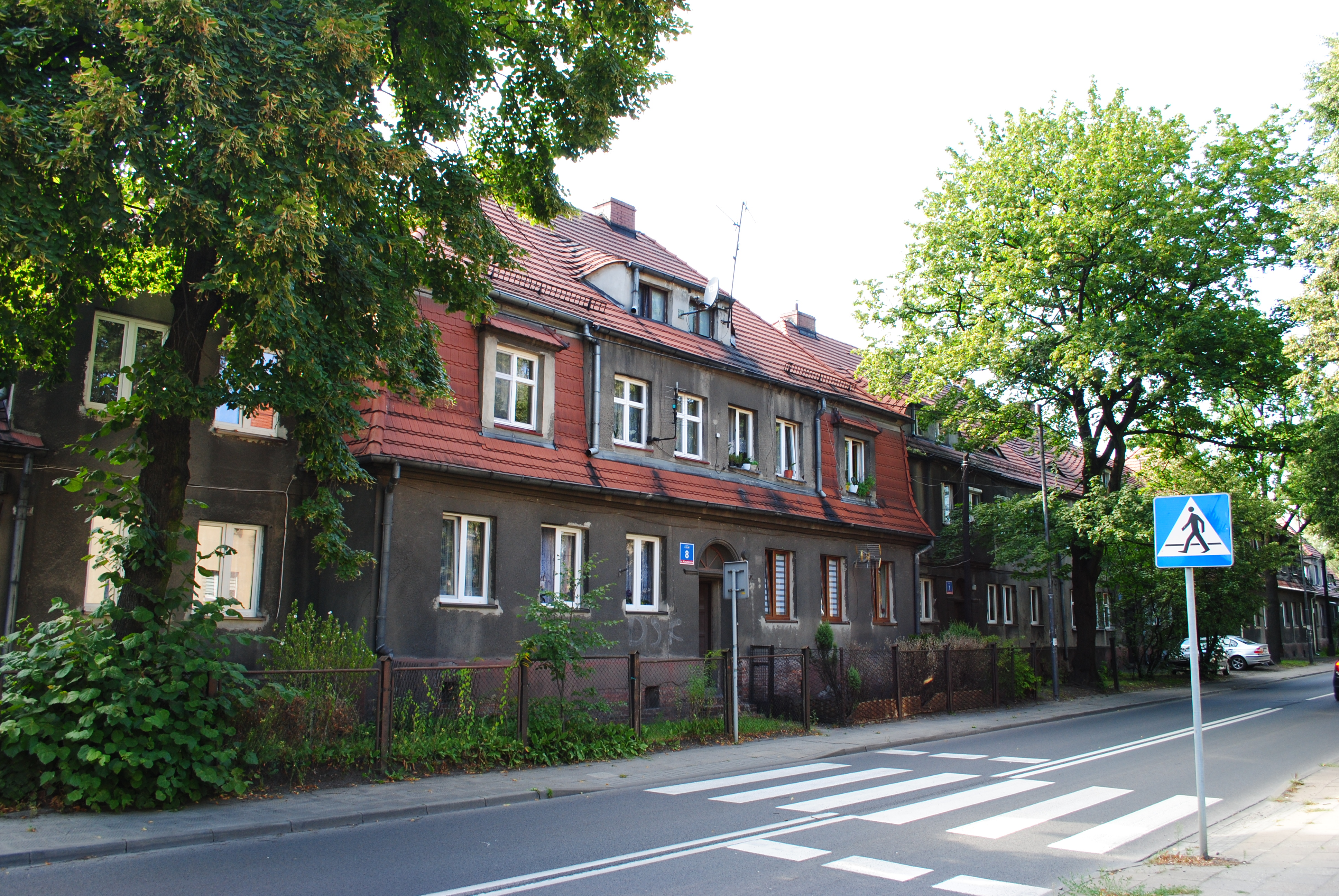
Fragment osiedla Neubau przy ulicy Kosmicznej 1-12

Zaraz po zakończeniu I wojny światowej i panującą wówczas dobrą koniunkturą na węgiel kamienny, wzrosło zapotrzebowanie na nowych pracowników do kopalni Giesche (obecnie Wieczorek). W tym celu spółka Giesche przystąpiła do rozbudowy wschodniej części osiedla patronackiego Giszowiec, w terenie rezerwowym ograniczonym od zachodu ulicą Krakowską (obecnie Pod Kasztanami), a od wschodu ulicą Barbary (obecnie ulica Kosmiczna). Powstały również dwie nowe ulice będące przedłużeniem istniejących – ówczesne ulice: Agaty i Ogrodowa.
Koncesję na budowę budynków uzyskano w 1920, 1921 i 1924 roku. Tym razem nie zdecydowano się na budowę zgodnie z projektami Zillmannów, a zaproponowano tańsze rozwiązania. Powstał wówczas kompleks szeregowej zabudowy z niewielkimi ogródkami, a część budynków stanowiły domy wielorodzinne. Przy ulicy Krakowskiej (obecnie ulica Pod Lipami) powstał konsum. Osiedle mieszkańcy nazwali Neubau (pol. nowa zabudowa).
Na początku lat 20. XX wieku, w osi północ-południe, powstała odnoga linii wąskotorowej prowadzącej do cegielni i szybu Wschodniego kopalni Giesche.
W latach 60. XX wieku, w związku z powstaniem w Giszowcu kopalni Staszic, zadecydowano o wyburzeniu unikatowego osiedla i postawieniu w jego miejscu nowego kompleksu złożonego z wielokondygnacyjnych bloków mieszkalnych. Na przełomie lat 60. i 70. XX wieku rozpoczęto wyburzanie osiedla Giszowiec. Wyburzeniu groziło całe osiedle, dlatego też rozpoczęto działania celem jego uratowania. Przetrwała jedynie jedna trzecia części zabytkowej zabudowy. Do wyburzenia przeznaczono również Neubau. Od wyburzenia uchroniono wschodnią pierzeję osiedla, ciągnącą się wzdłuż ulicy Kosmicznej, dom handlowy oraz domy przy przedłużeniu ulicy Działkowej. W północnej części wybudowano osiedle bloków wielorodzinnych przy ulicy Miłej, a w południowej w latach 2003–2004 osiedle Kasztany. 18 sierpnia 1978 roku kompleks ten wraz z całym wschodnim układem urbanistycznym Giszowca wpisano do rejestru zabytków.
Po II wojnie światowej w domu towarowym powstał zakład fryzjerski Ludwika Lubowieckiego, który funkcjonował do 2016 roku. Wykwaterowano również mieszkańców. Obecnie budynek dawnego konsumu jest opuszczony. W zakładzie fryzjerskim znajdowała się bogata kolekcja obrazów Ewalda Gawlika, który był przyjacielem właściciela zakładu, wspierając go finansowo.
Pod koniec 2021 roku rozpoczęła się renowacja zarządzanych przez Komunalny Zakład Gospodarki Mieszkaniowej w Katowicach budynków przy ulicy Kosmicznej 30-38 i 39-43.